# 175410 Tsayweanshun
175410 Tsayweanshun è un asteroide della fascia principale. Scoperto nel 2006, presenta un'orbita caratterizzata da un semiasse maggiore pari a 2,3021784 UA e da un'eccentricità di 0,1430036, inclinata di 8,99756° rispetto all'eclittica.